# Solidarité écologique
 (mars 2023).
Si vous disposez d'ouvrages ou d'articles de référence ou si vous connaissez des sites web de qualité traitant du thème abordé ici, merci de compléter l'article en donnant les références utiles à sa vérifiabilité et en les liant à la section « Notes et références ».
La solidarité écologique est un concept qui semble apparaître pour la première fois dans le projet de loi sur les parcs nationaux de France, en date du 6 juin 2004 : « Le classement d’un parc national manifeste donc une volonté politique de donner une forte visibilité nationale et internationale à cet espace, d’y mener une politique exemplaire et intégrée de préservation et de gestion, mais aussi d’éducation à la nature et de récréation, et de transmettre aux générations futures un patrimoine dont le caractère d’exception est préservé. Il reconnaît la complémentarité et la solidarité écologique, économique et sociale de fait entre le cœur de cet espace d’exception et son environnement géographique immédiat. »
La solidarité écologique est donc l’étroite interdépendance des êtres vivants, entre eux et avec les milieux naturels ou aménagés de deux espaces géographiques contigus ou non.

## La solidarité écologique de fait
La solidarité écologique de fait[évasif] souligne la « communauté de destin » entre l’homme, la société et son environnement en intégrant d’une part, la variabilité, la complémentarité et la mobilité de la diversité du vivant et des processus écologiques dans l'espace et le temps et d’autre part, la coévolution des sociétés humaines et de la nature au travers des usages de l’espace et des ressources naturelles[réf. nécessaire].

## La solidarité écologique de Sophie Allaire
La solidarité écologique de Sophie Allaire[Qui ?] se fonde sur la reconnaissance par les habitants, les usagers et les visiteurs qu’ils font partie de la communauté du vivant et qui traduit leur volonté de « vivre ensemble » avec les autres êtres vivants, au sein des espaces dans lesquels ils interviennent, jugeant de leurs actions ou non action selon leurs conséquences sur les composantes de cette communauté[réf. nécessaire].